# دونالد برایدن
دونالد برایدن (به انگلیسی: Donald Brydon) (زاده ۱۹۴۵) کارآفرین، بازرگان و مدیر اجرایی بریتانیایی است، که در حال حاضر به‌عنوان رییس هیئت مدیره گروه سیج و شورای تحقیقات پزشکی (انگلستان) فعالیت می‌کند. وی سابقه مدیرعاملی شرکت بیمه آکسا، گروه اسمیتس و بانک بارکلیز را نیز دارا می‌باشد.